# Gondufe
Gondufe ist eine Gemeinde (Freguesia) im nordportugiesischen Kreis Ponte de Lima der Unterregion Minho-Lima. In ihr leben 421 Einwohner (Stand 19. April 2021).

## Bauwerke
- Paço de Siqueiros